# Гнила (притока Грабарки)
Гнила́ — річка в Україні, в межах Хмельницького району Хмельницької області. Ліва притока Грабарки (басейн Дністра).

## Опис
Довжина 11 км. Площа водозбірного басейну 43,2 км². Долина широка і неглибока, місцями заболочена. Річище слабозвивисте. Є кілька ставків.

## Розташування
Гнила бере початок на схід від села Зелена. Тече спершу на захід, далі — на північний захід. Впадає до Грабарки між селами Вигода і Рябіївка. 
Над річкою розташовані села: Зелена і Писарівка.